# Lecanicillium lecanii
Lecanicillium lecanii is de sinds 2001 goedgekeurde naam van een entomopathogene schimmelsoort, die voorheen algemeen bekend stond als Verticillium lecanii (Zimmerman) Viegas), maar wordt nu gezien als een anamorfe vorm in de Cordyceps groep geslachten, die tot de familie Clavicipitaceae behoren. Eerder geclassificeerde isolaten als V. lecanii kunnen L. attenuatum, L. lecanii, L. longisporum, L. muscarium of L. nodulosum zijn. Bijvoorbeeld verschillende recente artikelen, zoals Kouvelis et al. die mitochondriaal DNA-onderzoeken uitvoerden verwijzen naar de naam L. muscarium. Lecanicillium lecanii werd voor het eerst beschreven in 1861 en heeft een wereldwijde verspreiding.
L. lecanii zelf is primair een pathogeen van de zachte schildluizen die tot de Coccidae behoren. Ook de wolfsmelk-anjerroest wordt gehyperparasiteerd door de schimmel, die parasiteert op de uredinia.

## Microbiologische cultuur
In cultuur vormt Lecanicillium lecanii kolonies met een diameter van 15- 25 millimeter op een aardappeldextrose agar, die bij 24 °C na tien dagen worden bereikt. Ze zijn vrij compact en geelachtig wit met een donkergele achterkant. Relatief korte ellipsvormige conidia worden gevormd op fialiden van 11 - 20(-30) × 1,4 - 1,8 µm en aculeaat (stekelig) en sterk kegelvormig in vorm zijn. Ze ontstaan afzonderlijk of in kransen van maximaal zes op uitstekende hyfen of op korte, min of meer rechtopstaande conidioforen; af en toe worden ze ook secundair gevormd op eerdere fialiden. De conidia zijn gegroepeerd in kopjes die zich bovenaan de fialiden bevinden. De optimale temperatuur voor groei is 21-24 °C, de groei stopt boven 33 °C.

## Rol in de tuinbouw
Insecten worden geïnfecteerd wanneer ze in contact komen met de kleverige schimmelsporen die vervolgens het lichaam van het insect binnendringen, waardoor de inwendige organen worden verteerd, wat leidt tot hun dood. In de tuinbouw en landbouw werden van V. lecanii isolaten ontwikkeld voor het bestrijden van insectenplagen zoals witte vlieg, trips en bladluis door RA Hall en HD Burges (wetenschappers van het Glasshouse Crops Research Institute, nu Warwick HRI: voorheen onderdeel van Horticulture Research International). Biologisch bestrijdingsmiddellen gebaseerd op Lecanicillium spp. worden nu op de markt gebracht als 'Mycotal' (nu L. muscarium) en 'Vertalec' (nu L. longisporum) door Koppert in Nederland (die goede illustraties geeft van de schimmel). Andere producten op basis van deze schimmels zijn elders ontwikkeld voor gebruik in handelsgewassen, oliezaden, sojabonen, siergewassen en groenten.

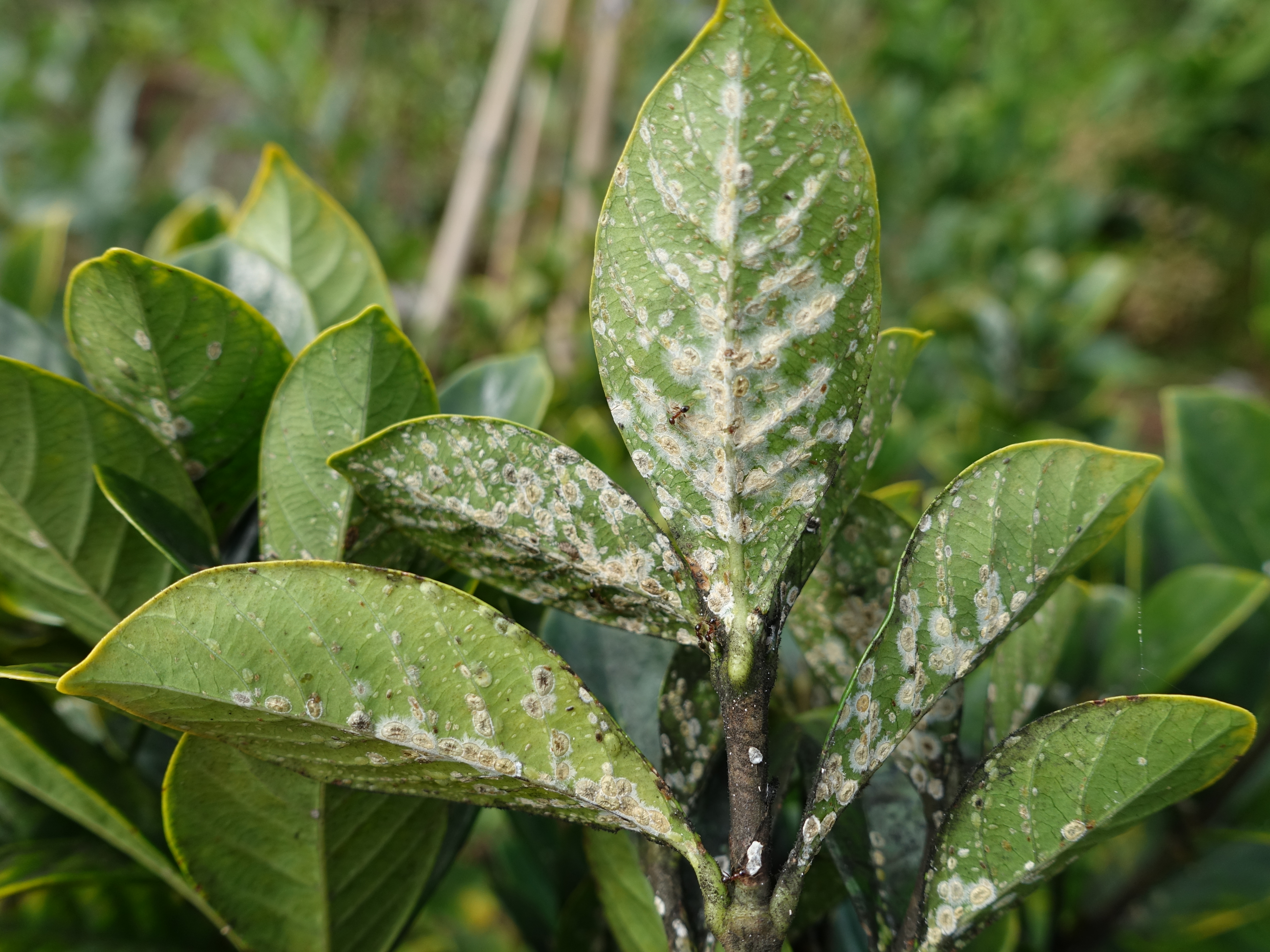
Lecanicillium lecanii op Coccus viridis op Morinda citrifolia
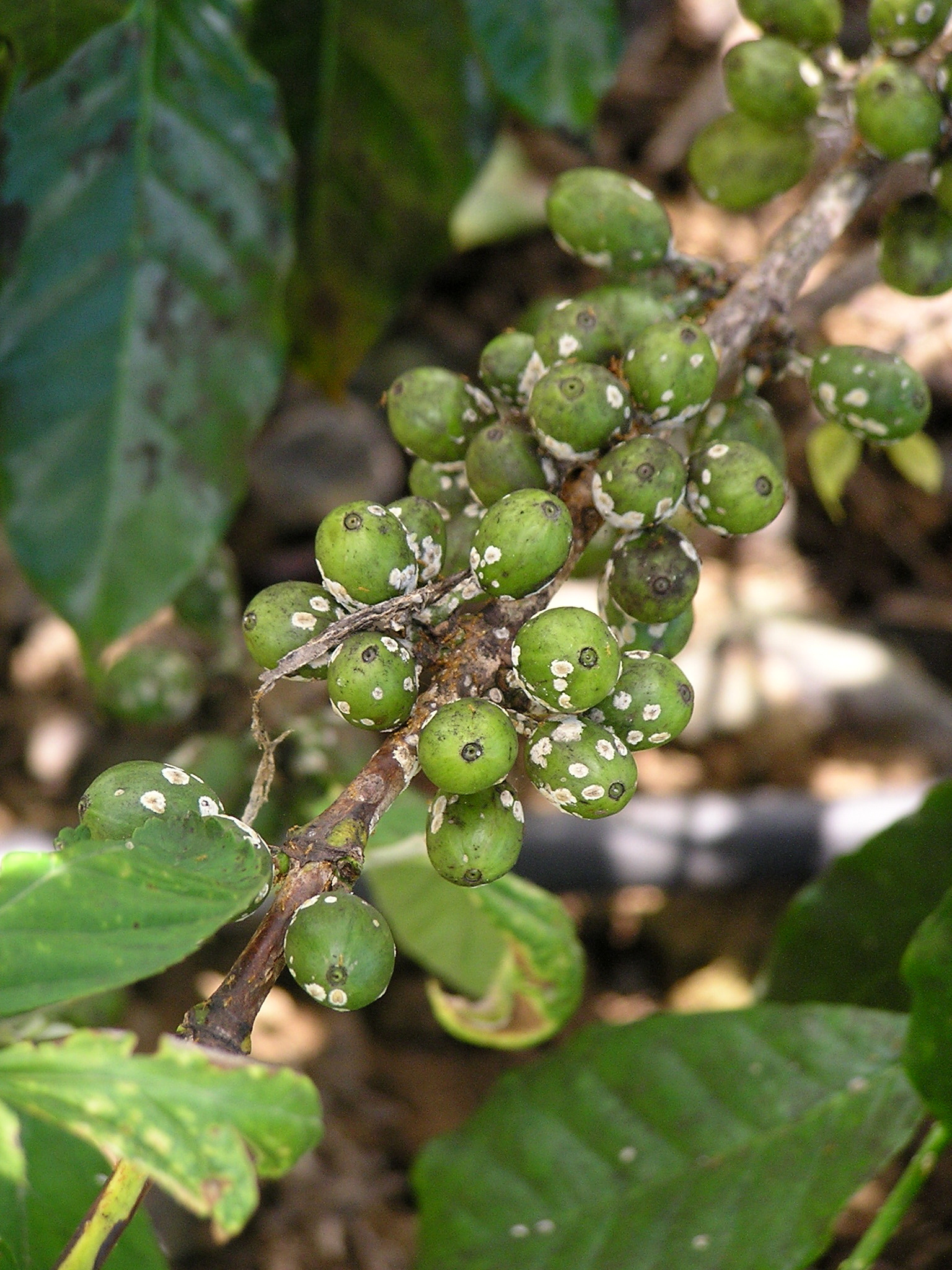
Lecanicillium lecanii op Coccus viridis op Coffea arabica
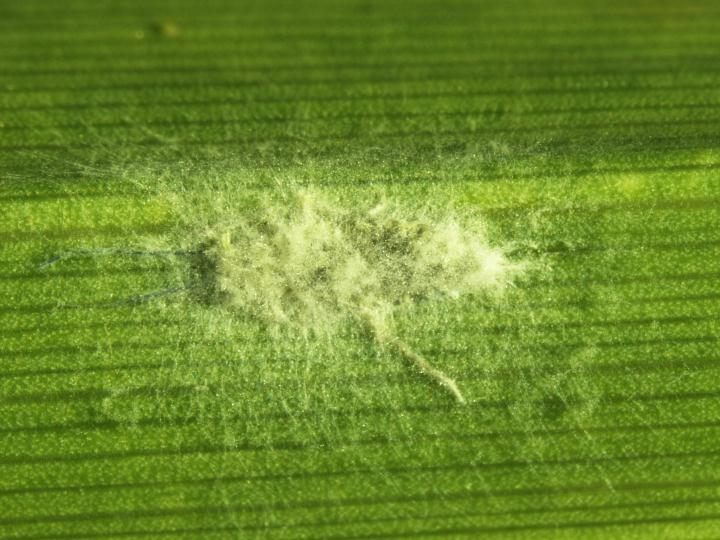
Lecanicillium lecanii op Thripsaphis op zegge
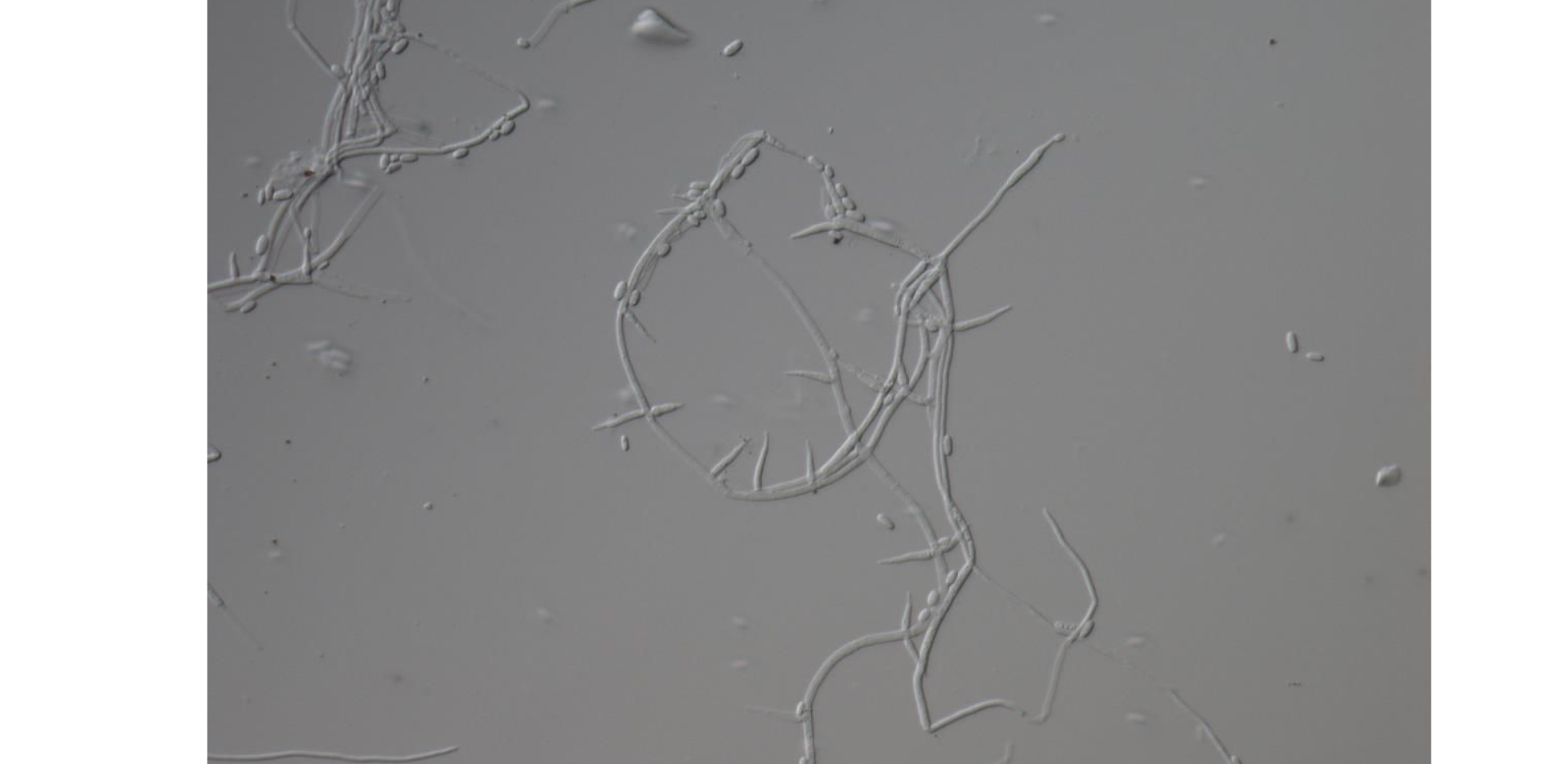
Conidioforen met conidia